# خوان تولارس
خوان تولارس (بالإسبانية: Juan Torales)‏ مواليد 9 مارس 1956 في لوكي، هو لاعب كرة قدم باراغواياني سابق كان يلعب في مركز الدفاع. سبق له أن لعب في كأس العالم لكرة القدم مع منتخب بلاده في مونديال عام 1986.

## المسيرة الاحترافية

### أندية لعب لها
- سبورتيفو لوكوينو
- نادي ليبرتاد
- نادي غواراني

## روابط خارجية
- خوان تولارس على موقع الاتحاد الدولي (مؤرشف)  (الإنجليزية)
- خوان تولارس على موقع قاعدة بيانات كرة القدم.إي يو (الإنجليزية)
- خوان تولارس على موقع ناشيونال فوتبول تيمز (الإنجليزية)
- خوان تولارس على موقع عالم كرة القدم.نت (الإنجليزية)